# Revelations (Vader)
Revelations è il quinto album dei Vader, pubblicato nel 2002.

## Il disco
Quest'album vede la partecipazione di 2 musicisti esterni entrambi polacchi: Adam Darski dei Behemoth canta nella canzone Whisper, mentre Ureck dei Lux Occulta suona la tastiera nei brani Torch Of War e Revelation Of Black Moses.

## Tracce
1. Epitaph – 3:44
2. The Nomad – 3:50
3. Wolftribe – 2:25
4. Whisper – 3:26
5. When Darkness Calls – 5:16
6. Torch Of War – 2:45
7. The Code – 2:24
8. Lukewarm Race – 2:26
9. Revelation Of Black Moses – 6:56
10. Reign Forever World (Bonus track) – 4:01
11. Frozen Paths (Bonus track) – 2:13
12. Privilege Of The Gods (Bonus track) – 4:54

## Formazione
- Piotr "Peter" Wiwczarek - chitarra, voce
- Maurycy "Mauser" Stefanowicz - chitarra
- Konrad "Simon" Karchut - basso
- Doc - batteria